# Phoenix Marie

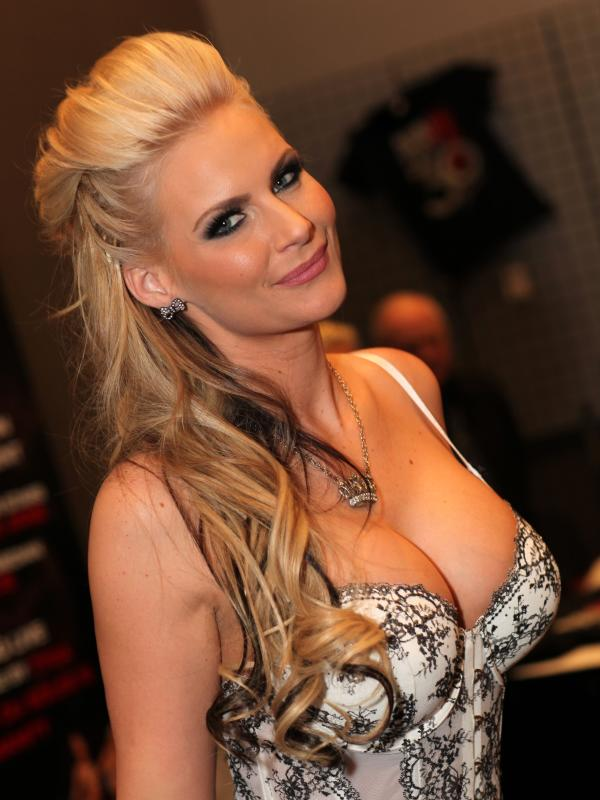
Phoenix Marie im Jahr 2013 auf der AVN Adult Entertainment Expo

Phoenix Marie, bürgerlich Melissa Marie Hutchison (* 21. September 1981 in Riverside, Kalifornien), ist eine amerikanische Pornodarstellerin.

## Werdegang
Zu Schulzeiten war Phoenix Marie nach eigener Aussage eher der Typ Tomboy bzw. auf Comics fixierte Nerd, der zwar mit jedermann befreundet war, aber mit dem niemand ein Date eingehen wollte. Anschließend besuchte sie die University of California, Riverside und arbeitete anschließend über sieben Jahre als Finance Manager u. a. für Harley-Davidson sowie für Unternehmen in Las Vegas.
Über ihren Einstieg in die Industrie berichtet sie, dass sie mit Pornographie erstmals durch ihren damaligen Partner in Berührung kam und im Januar 2007 die AVN Adult Entertainment Expo besuchte. Dort traf sie u. a. Randy Spears, der ihr einen Versuch nahelegte. Als im Oktober 2007 schließlich die Trennung von ihrem Partner erfolgte, wandte sie sich an Ben English und drehte ihre erste Szene für Brand New Faces 2 von Vivid. Später folgten Produktionen insbesondere für Brazzers, Evil Angel und Kink.com sowie u. a. für 21Sextury, Bangbros, Digital Playground, Hustler Video, Jules Jordan Video, Naughty America, Penthouse, Reality Kings und Wicked Pictures. Insgesamt listet die Internet Adult Film Database deutlich über 900 Beiträge von Phoenix Marie für Websites und DVDs.
Einer ihrer Tätigkeitsschwerpunkte liegt dabei auf Parodien wie Filmen der This Ain’t …-Reihe. Dazu gehören u. a. die beim AVN Award bzw. XRCO Award nominierten oder ausgezeichneten Filme This Ain’t Cops XXX („Best Parody: Drama“), This Ain’t Jaws XXX 3D („Best 3D Release“) und This Ain’t Die Hard XXX (u. a. „Best Parody: Drama“, „Best Screenplay — Parody“).
Sie selbst erhielt Auszeichnungen und Nominierungen bei renommierten Branchen-Awards wie dem AVN Award, dem NightMoves Award, dem Urban X Awards und den XBIZ Awards sowie (teilweise durch Abstimmungen von Fans) auch bei AWMDB, F.A.M.E. Award und Sex Awards. Zudem war sie im November 2010 das Penthouse Pet.
Ergänzend zu ihrer Karriere vor der Kamera übernahm sie in einigen Fällen die Regie, so beispielsweise für Penthouse und für die Website von Angela White.

## Sonstiges

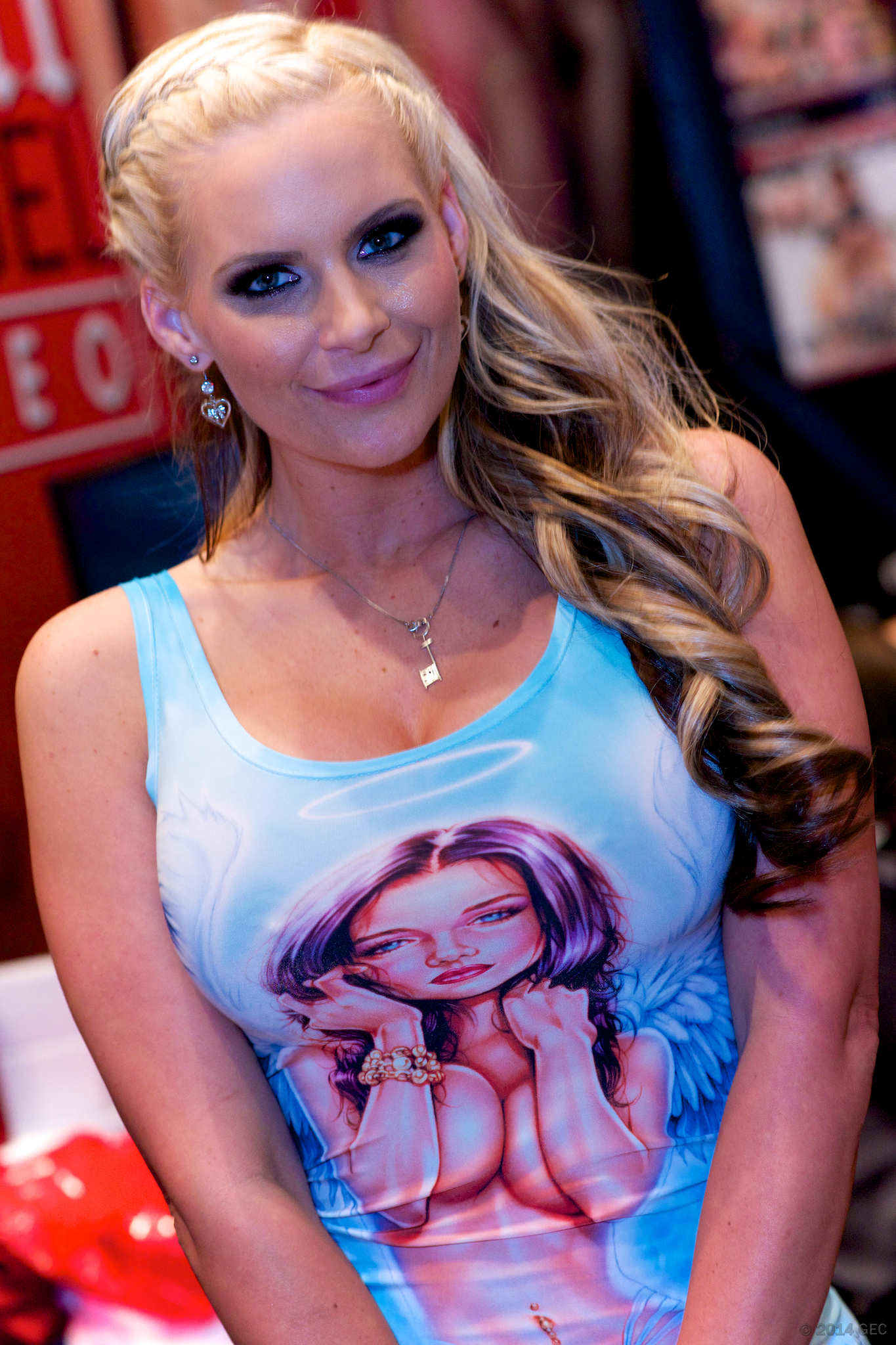
Phoenix Marie 2014

Ihren Künstlernamen führt sie teilweise auf ihre Leidenschaft für Comics zurück und entschied sich dabei für Phoenix, obwohl sie keine roten Haare trägt. Der Nachname ihres Pseudonyms ist ihr tatsächlicher Zweitname.
Ergänzend zu ihrer Präsenz in der Industrie ist sie gelegentlich auch außerhalb präsent, so in dem Musikvideo für B.o.Bs Single We Still In This Bitch oder in Coolios Werbevideo Take It to the Hub für Pornhub.
Im Jahr 2013 veröffentlichte die Make-up-Künstlerin Melissa Murphy zum zweiten Mal eine Reihe von Vorher-Nachher-Bildern, bei der auch Phoenix Marie vertreten war.

## Rezeption
In dem AVN-nominierten Film This Ain’t Cops XXX gehört die Eröffnungsszene Phoenix Marie gemeinsam mit Evan Stone, die dabei den Standard für die nachfolgenden Paarungen setzten, so Roger T. Pipe. Insbesondere Marie wisse zu überzeugen durch ihre Flexibilität und ihre Bereitschaft, alles zu geben. An anderer Stelle wurde die Chemie zwischen den Darstellern betont, die zudem durch ihren Enthusiasmus und ihre Energie für einen ansprechenden Auftakt gesorgt hätten.
In der Parodie This Ain’t Jaws XXX hat ihre Szene mit dem Originalfilm nichts zu tun, zeigt aber gut dargestellten Sex. Tatsächlich sei Phoenix Marie immer einen Blick wert, auch wenn sie – wie hier – in einer Szene von eher einfachem Vanillasex zu sehen wäre. Im Bonus-Teil der DVD ist sie mit einem Interview vertreten.
In der Parodie This Ain’t Die Hard XXX spielt Phoenix Marie dagegen rein als Schauspielerin mit. Der eine Rezensent vermutet, dass sie trotz „Non-Sexual-Role“ aufgrund ihrer Popularität auch auf dem Cover zu sehen ist, während sich ein anderer aufgrund der prominenten Betonung ihrer Beteiligung eher betrogen fühlt.
Darüber hinaus wird Phoenix Marie auch für ihre Online-Veröffentlichungen zur Kenntnis genommen. So wurde die etwa halbstündige, 2009 für Brazzers produzierte Szene Phoenix Riding mit 8,9 von 10 möglichen Punkten bewertet, während die technische Qualität (Kamera, Licht) mit 8,5 Punkten geringfügig schlechter abschnitt.

## Filmografie (Auswahl)
Namensgeberin (DVD)
- 2011: Girls of Bang Bros 5: Phoenix Marie
- 2011: Phoenix Marie
- 2012: All Star Celebrity XXX: Phoenix Marie
- 2013: Best of Phoenix Marie
- 2015: Phoenix Marie Experience

Namensgeberin (Online)
- 2007: Hooked On Phoenix
- 2008: Phoenix Slams All the Naughty Students
- 2009: Phoenix Riding
- 2009: Ruth Blackwell: Phoenix Marie
- 2010: Phoenix Marie Blows You Away
- 2011: Phoenix Marie and Jayden Jaymes
- 2012: Perfect Fucking Strangers: Phoenix Marie
- 2013: Super Star Phoenix Marie Gets Fucked
- 2014: Little Discipline for Phoenix
- 2014: Phoenix Marie Anal Creampie Injection From Manuel Ferrara
- 2015: Phoenix vs Piper
- 2016: Phoenix Marie and Trisha Parks' Super Slut Training 2
- 2016: Phoenix Marie Loves Getting Her Pussy Eaten
- 2017: Phoenix Marie And James Deen Have The Weirdest Sex
- 2019: Phoenix and Sarah Take Turns Deepthroating Mikes Big Cock
- 2021: Hotter Than Phoenix
- 2021: Phoenix Marie: Pass Me and My Pussy Around

Parodien
- 2017: Batgirl V Supergirl
- 2014: Captain America XXX: An Axel Braun Parody
- 2010: BatfXXX: Dark Night Parody
- 2010: Octopussy: A XXX Parody
- 2010: This Ain’t Cops XXX
- 2010: This Isn’t Mad Men: The XXX Parody
- 2011: OMG It’s the Nanny XXX Parody
- 2011: This Ain’t Cougar Town XXX
- 2011: Training Day: a XXX Parody
- 2012: Avengers XXX – A Porn Parody
- 2012: Batgirl XXX: An Extreme Comixxx Parody
- 2012: This Ain’t Jaws XXX
- 2012: Xena XXX: An Exquisite Films Parody
- 2013: Captain America XXX: An Axel Braun Parody
- 2013: This Ain’t Die Hard XXX

Serien
- Amazing Big Tits 7
- American Daydreams 15
- Asses of Face Destruction 6
- Assparade 70
- Ass Worship 11, 13
- Babysit My Ass 6
- Bang Bros Invasion 22
- 2008: Bang Bus 22
- Big Ass Fixation 5, 8
- Big Milky Boobs 4, 5, 6
- Big Tits at School 4, 15, 16
- Big Tits in Sports 2, 14
- Big Tits At Work 19
- Big Wet Asses 14
- Big Wet Tits 13
- Big Wet Butts 12
- Big Wet Tits 13
- Blow Me Sandwich 14
- Blowjob Fridays 1, 2
- Bra Busters 3
- Bubble Butt Anal Slut 4
- Crazy Hot MILFs 3
- Deep Throat This 44
- Dirty Talk
- Doctor’s Orders 4
- Evil Anal 7, 10, 16
- Good Girls Gone Bad 2
- Housewife 1 On 1 36
- Huge Boobs 3
- I Have A Wife 34
- Let’s Play Doctor
- Lex the Impaler 6, 8
- Mandingo Massacre 2
- Massive Asses 3
- MILFs Like It Big 6, 10
- Mommy Issues 4
- Moms In Control 13
- Monster Curves Vol. 24
- Mother-Daughter Exchange Club 39
- Mother's Love 4
- My Dad's Hot Girlfriend 21
- My Evil Stepmom Fucked My Ass 3
- My Friend's Hot Girl 31
- My Wife's Hot Friend 29, 48
- Naughty Athletics 19
- Naughty Office 41
- Neighbor Affair 39
- Oil Overload
- Perfect Tits 4
- Phat Ass White Girls 13
- Pornstar Ass 2
- Pornstar Spa 15
- Prime MILF 2
- Pure MILF 6, 10
- Pussy Is the Best Medicine 3
- Slutty and Sluttier 22
- Strap Attack
- Suck It Dry 6
- Swimsuit Calendar Girls 4
- Tonight’s Girlfriend 3, 22, 36, 41, 42, 64
- Throat Fucks 2
- Tits, Toes, Pussy, Ass And Cum 4
- Women Seeking Women 125
- World Of BangBros: Threesomes 1
- World Of BangBros: BlowJobs 3

Sonstige
- 2008: Sporty Girls
- 2010: Malice in Lalaland
- 2012: Braless and Lawless
- 2012: Dripping Wet (III)
- 2013: 2 Chicks Same Time 16613
- 2013: Pinned Up Pussies
- 2013: This Nurse is No Pussy
- 2015: Let’s Play Doctor 1
- 2015: Brazzers House (Webserie, 9 Episoden)
- 2015: Luscious Tits
- 2015: Turbo Sluts
- 2016: Big Titty Fuck Dolls
- 2016: Cum-Petitive Pricing
- 2017: Brazzers House 2 (Webserie, 4 Episoden)
- 2017: TS Star Aubrey Fucks Pussy In 3-Way
- 2018: Do You Like My Titties
- 2020: Stuck With Her Pussy Out
- 2021: Her Slutty Thoughts 2
- 2023: Fishnet Babes Get Slicked and Dicked
- 2024: American MILF

## Awards (Auswahl)

### Siege
AVN Awards
- 2015: Best POV Sex Scene (Lex’s Point Of View, 2014)
- 2022: Inducted: Hall of Fame

Transgender Erotica Awards Show
- 2017: Best Scene (TS Seduction 41348, 2016)

Urban X Awards
- 2017: Hall of Fame[22]

### Nominierungen
(nur personenbezogen, ohne Fan Awards)

AVN Awards
- 2010: Unsung Starlet of the Year, Web Starlet of the Year
- 2012: Female Performer of the Year
- 2013: MILF/Cougar Performer of the Year
- 2016: MILF Performer of the Year

NightMoves Award
- 2012: Best Ass
- 2014: Best Butt
- 2015: Best MILF Performer

Transgender Erotica Awards Show
- 2019: Best Boy/Girl Scene (Active Booty, 2017)

XBIZ Awards
- 2009: New Starlet of the Year[23]
- 2010: Porn Star Website of the Year
- 2015: MILF Performer of the Year
- 2016: MILF Performer of the Year
- 2017: MILF Performer of the Year
- 2018: MILF Performer of the Year
- 2022: Best Sex Scene (Trans, Prismatic, 2021)

Urban X Awards
- 2012: Female Performer of the Year

XRCO Award
- 2017: MILF Performer of the Year